# Mała Wieś Dolna
Mała Wieś Dolna (niem. Nieder Halbendorf) – wieś w Polsce położona w województwie dolnośląskim, w powiecie zgorzeleckim, w gminie Sulików.

## Położenie
Mała Wieś Dolna to niewielka, luźno zabudowana wieś łańcuchowa o długości około 1,7 km, leżąca na Pogórzu Izerskim, w południowo-wschodniej części Równiny Zgorzeleckiej, nad Czerwoną Wodą, na wysokości około 200–210 m n.p.m.

## Podział administracyjny
W latach 1975–1998 miejscowość administracyjnie należała do województwa jeleniogórskiego.

## Historia
Według niektórych opracowań Mała Wieś Dolna miała być lokowana przed 1200 rokiem, ale prawdopodobnie została założona na początku XIII wieku. Około 1550 roku we wsi wzniesiono renesansowy dwór. W 1835 roku w miejscowości były 124 domy, dwór, 2 folwarki, 4 młyny wodne, cegielnia, folusz i tartak. W 1840 roku były tu: dwór, 2 folwarki, 4 młyny wodne, cegielnia, folusz, tartak i 4 gospody, a wśród mieszkańców było 19 tkaczy, po 4 krawców i szewców, 2 piekarzy oraz rzeźnik. W okresie międzywojennym całą południową część miejscowości dołączono do Sulikowa, co wiązało się ze znacznym zmniejszeniem liczby domów i mieszkańców.

Po 1945 roku Mała Wieś Dolna częściowo wyludniła się i pozostała niewielką wsią rolniczą. W 1978 roku było tu 45 gospodarstw rolnych, w 1988 roku ich liczba zmalała do 26

## Zabytki
Do wojewódzkiego rejestru zabytków wpisany jest:
- park pałacowy, z przełomu XVIII i XIX wieku.